# Milud Ibrahim Shadi
Milud Ibrahim Shadi (ur. 1960 w Aziza w Libii) – libijski ortopeda i traumatolog pracujący w Polsce.
W 1986 lub 1987 otrzymał tytuł lekarza na Uniwersytecie Al Fatih w Trypolisie. Odbył staż w szpitalu akademickim w Trypolisie (chirurgia plastyczna), gdzie zdobył jedyne miejsce z pięćdziesięciu. Po pół roku zmienił zainteresowania i przez trzy lata odbywał staż na ortopedii. W początku lat 90. XX wieku przeniósł się do Poznania. W 1996 uzyskał tytuł specjalisty drugiego stopnia w zakresie ortopedii i traumatologii narządu ruchu (specjalizacja pod kierunkiem prof. Witolda Marciniaka). W 2003 doktoryzował się na podstawie pracy Zaburzenia czynności stawu biodrowego w wyniku zwłóknienia mięśni pośladkowych. Jego główne zainteresowania to wrodzone wady stóp końsko-szpotawych oraz badania stawów biodrowych u dzieci i niemowląt. Stosuje metodę Ilizarowa. Po wojnie domowej w Libii (2011) operował społecznie w libijskich szpitalach. 15 maja 2015 przeprowadził pierwszą w Polsce operację typu super hip/super knee, pozwalającą na naprawienie złożonej deformacji stawu biodrowego i kolanowego (była to operacja na niespełna czteroletnim dziecku). Pracuje w Ortopedyczno-Rehabilitacyjnym Szpitalu Klinicznym nr 4 w Poznaniu.
W 2023 został odznaczony Brązowym Krzyżem Zasługi.